# Euphrasie Deroux
Pour les articles homonymes, voir Deroux.
Euphrasie Deroux, née à Montignies-lez-Lens, le 11 février 1813 et morte guillotinée à Mons, le 22 juin 1846 à la suite du meurtre de sa fille, Thérèse, âgée de deux ans est la dernière femme exécutée en Belgique à la suite d'une condamnation de droit commun,,,.

## Éléments biographiques

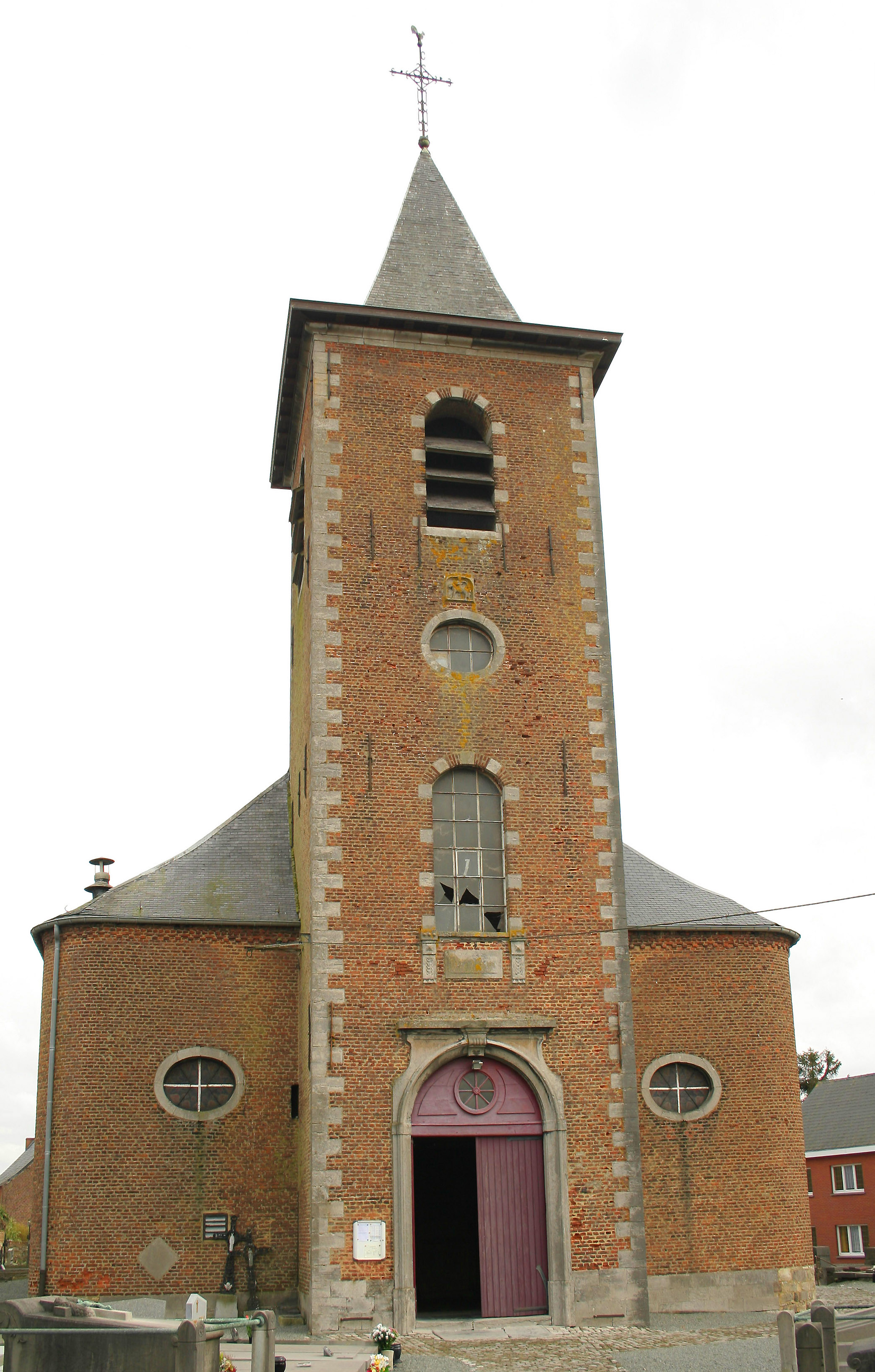
Montignies-lez-Lens, l'église Saint-Martin (1791).

Le 20 janvier 1844, Euphrasie Deroux met au monde une seconde enfant naturelle, Marie-Thérèse. Le père, malgré ses engagements de pourvoir à l'éducation de sa fille, disparaît dans la nature. À peine remise de ses couches, Euphrasie accepte un travail de nourrice chez les Carlier et place sa fille, à Masnuy-Saint-Pierre, chez Joachime Moulin, sa cousine. À l'automne 1845, l'enfant Carlier a grandi et n'a plus besoin des services de sa nourrice. Euphrasie Deroux récupère donc sa fille chez sa cousine et s'installe en novembre 1845 à la ferme des Mary en qualité de fileuse,.

### Meurtre de la petite Marie-Thérèse
Le 1er février 1846, Euphrasie, absente durant toute la journée, revient chez les Mary. En guise de nourriture, elle donne des baies d'aubépine à sa fille, ce qui indigne Marie-Thérèse Picrit, l'épouse d'Augustin Mary. Elle le lui fait remarquer et tandis qu'elle s'apprête à lui préparer une tartine, Euphrasie se saisit du pain pour en découper une tranche avant de la donner à sa fille à un rythme qu'elle est loin de pouvoir absorber. Léopoldine, la fille des Mary alors âgée de douze ans, avertit sa maman qui s'apprête à partir et tourne le dos à la scène. À son tour, Marie-Thérèse Picrit interpelle Euphrasie Deroux et lui dit qu'elle va tuer son enfant. Euphrasie décide alors de mettre sa fille au lit et de lui faire manger les croûtes du pain. Elle lance : « qu'elle crève aujourd'hui ce laid jeune-là ». L'enfant fait des efforts pour vomir, sa mère la gifle et continue à enfourner la nourriture dans la bouche de la petite, qui succombe au mauvais traitement. La mère tente de ranimer l'enfant en lui jetant une cruche d'eau au visage, en vain : Thérèse est morte. Euphrasie Deroux demande alors à Marie-Thérèse Picrit et à Léopoldine de garder le secret et propose de l'argent, un franc pour l'une et quelques centimes pour l'autre, pour acheter leur silence,.

### Interrogatoires et arrestation
Choquée, Marie-Thérèse Picrit s'en ouvre au bourgmestre de Montignies-lez-Lens, Nicolas Paternostre, qui en informe la justice : 

« il est parvenu à notre connaissance qu'une nommée Deroux Euphrasie, ouvrière à notre commune, aurait fait mourir son enfant naturel décédé le 1 de ce mois (février 1846), âgée de 2 ans, dont nous avons pris des renseignements près de la nommée Thérèse Picrit, époux d'Augustin Mary qui paraît-il, a connaissance des faits mais nous n'avons pas rédigé PV "pour garder la chose secrète". »

Le 10 février 1846, à la demande du parquet de Mons, il réentend — officiellement cette fois — Marie-Thérèse Picrit et sa fille Léopoldine. Différents témoins seront entendus. Les informations sont accablantes : « Sous prétexte de la réchauffer, elle la tenait au-dessus du feu. Elle a eu le derrière tout grillé et les talons brûlés. ». Dans ces dépositions, on apprend que la mère nourrissait fréquemment son enfant de pain couvert de savon noir ou de fonds d'huile. Un jour, tandis qu'elle la réprimandait sévèrement pour avoir souillé sa robe, elle lui brisa le bras. Le rapport de l'autopsie, menée par Pierre Defontaine, médecin et par Auguste Wattines, chirurgien rendu le 12 février 1846 confirme bien la nature du décès par asphyxie causée par l'excès d'aliments à l'entrée de la glotte. Ils versent au dossier une baie d'aubépine retrouvée dans sa gorge. Ils constatent par ailleurs que les deux bras sont déformés par des fractures des humérus, un petit abcès sur la poitrine à gauche, une escarre sur la fesse,.
Le 14 février 1846, Euphrasie Deroux est arrêtée à Masnuy-Saint-Pierre et est interrogée deux jours plus tard à la maison d'arrêt de Mons par le juge d'instruction. La maman, analphabète, reconnait : « Il est vrai que je l'ai fait mourir mais je ne voulais pas lui faire de mal. ». Le 5 mars, le juge l'entend à nouveau. Le 31 mars 1846, le brigadier Henri Deramaix de la gendarmerie de Lens relate ce qu'elle lui répondit lorsqu'il l'interrogea sur les motifs lui ayant fait infliger pareils sévices à sa fille. Elle répondit « que c'était dans l'intention de la faire mourir, qu'elle en était lasse à cause que son travail ne suffisait plus pour lui procurer le nécessaire de la vie, et qu'enfin, celui qui lui avait fait un enfant, lui avait promis de l'argent et que jamais il ne lui en avait donné et que pour ces motifs, elle avait formé le projet de la faire mourir »,.

### Condamnation et exécution

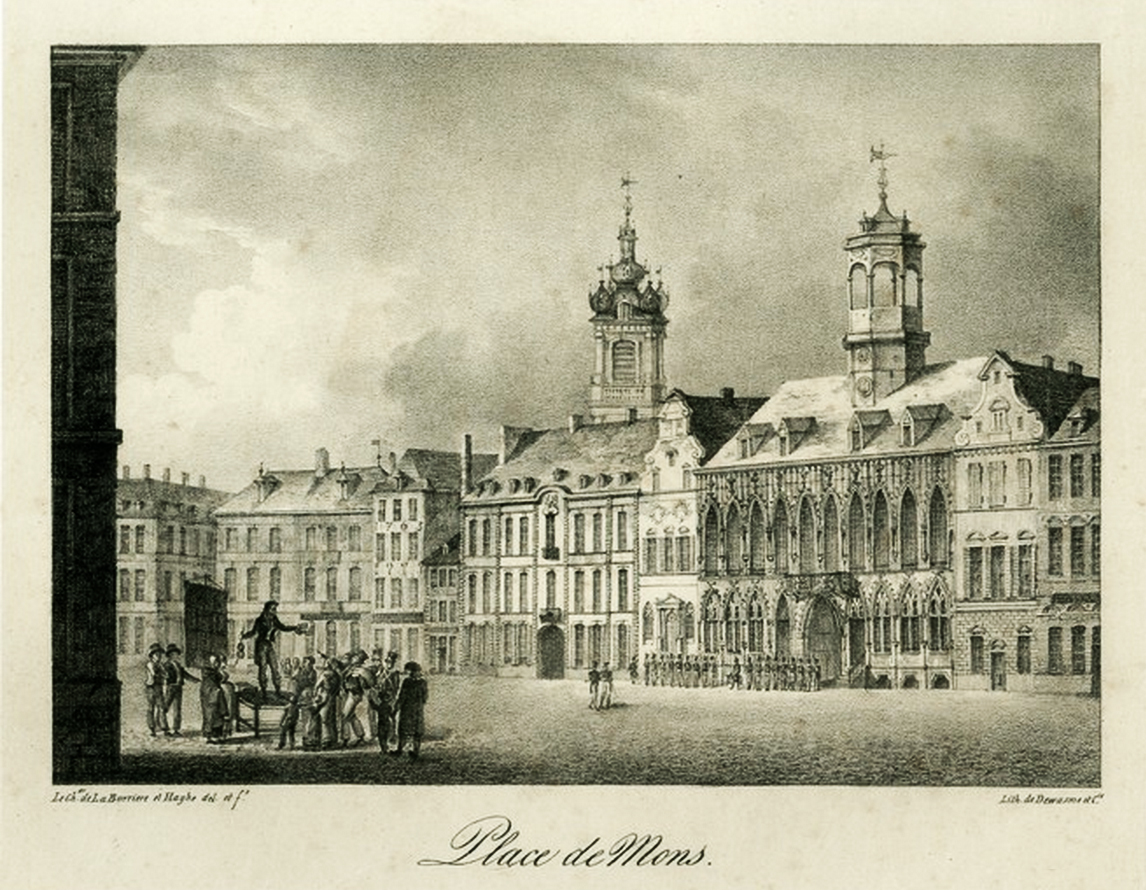
Grand-Place de Mons vers 1823 — Lithographie réalisée par le chevalier de La Barrière et Louis Haghé.

Le 25 avril 1846, à l'issue de son procès, elle est condamnée à la peine de mort par la Cour d'assises du Hainaut. Le 28 avril 1846 son avocat, Toussaint, tente un pourvoi en cassation et espère pouvoir faire requalifier les faits en homicide par imprudence. Un recours en grâce est introduit auprès du Roi. Pourvoi et recours sont rejetés,.
Le 21 juin 1846, Euphrasie Deroux est informée vers 18 heures que l'exécution est prévue pour le lendemain. Elle entend une messe à minuit et y prie avec ferveur.
Le 22 juin 1846, un chariot traverse la Grand-Place de Mons pour amener Euphrasie Deroux au pied de la guillotine où l'attend Jean-Joseph Guillaumez, l'exécuteur en chef de la province de Hainaut. La foule nombreuse est massée autour de l'échafaud. Certains, attendant l'arrivée de la condamnée, réclament : « la pièce ! ». Elle grimpe les marches, peu assurée. La sentence est différée pour un temps, la guillotine devant être réglée en raison de sa petite taille. Euphrasie Deroux est exécutée à 6 heures du matin,.

## Archives

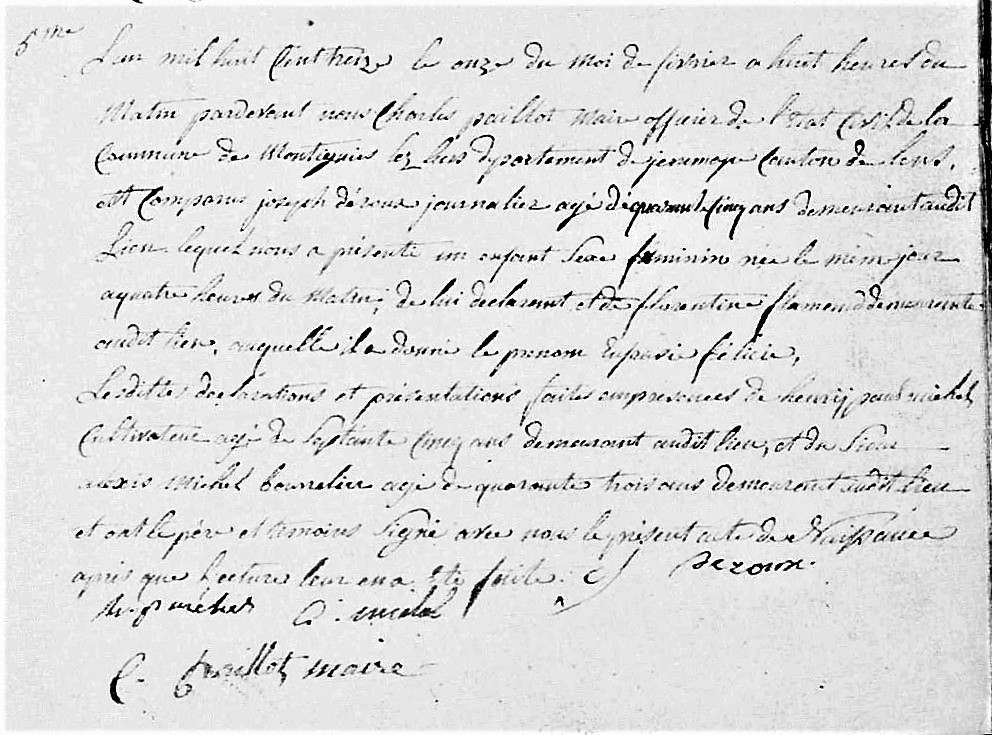
Acte de naissance d'Euphrasie Deroux — État civil de Montignies-lez-Lens — 11 février 1813.
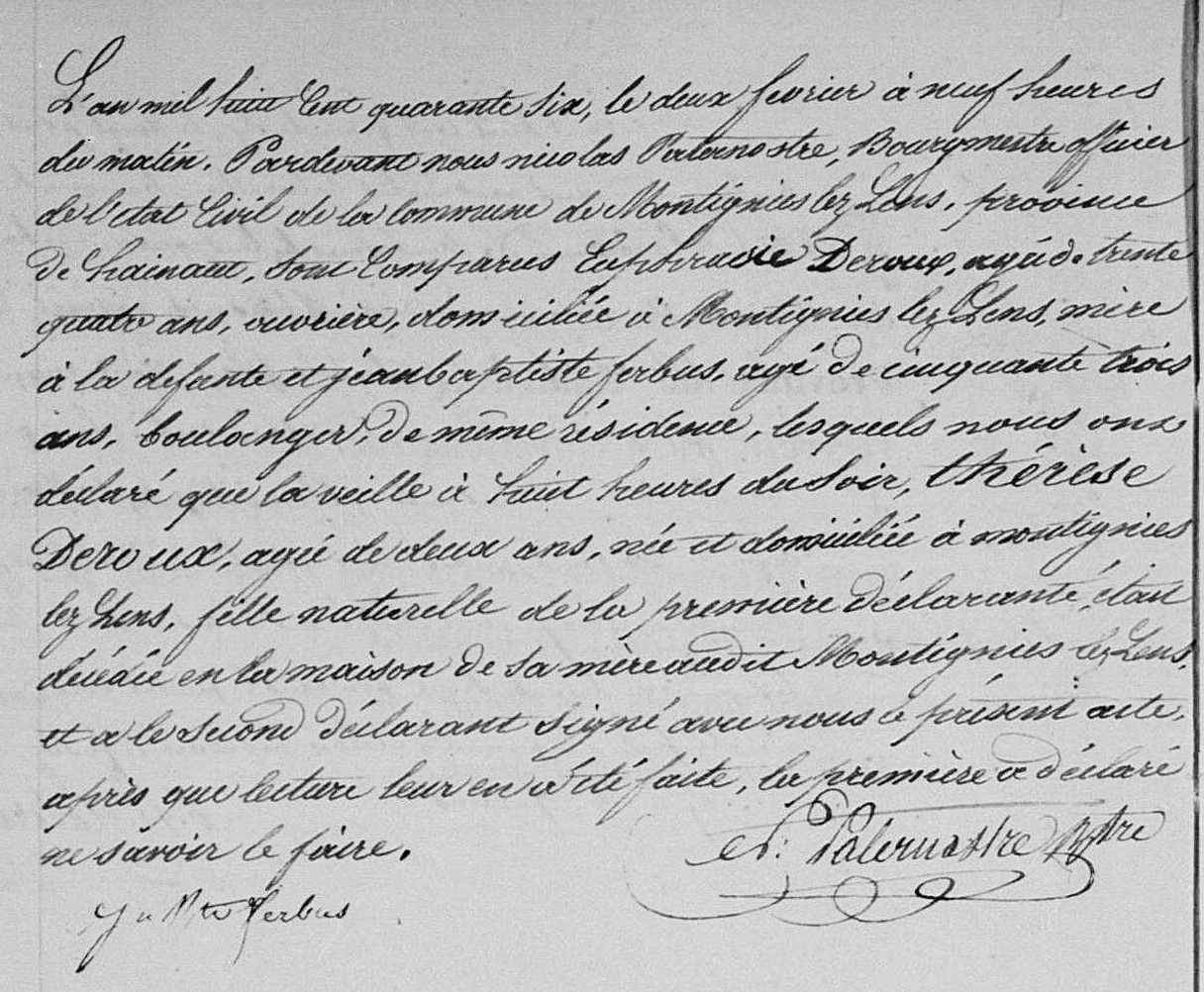
Acte de décès de Thérèse Deroux — État civil de Montignies-lez-Lens — 1er février 1846.
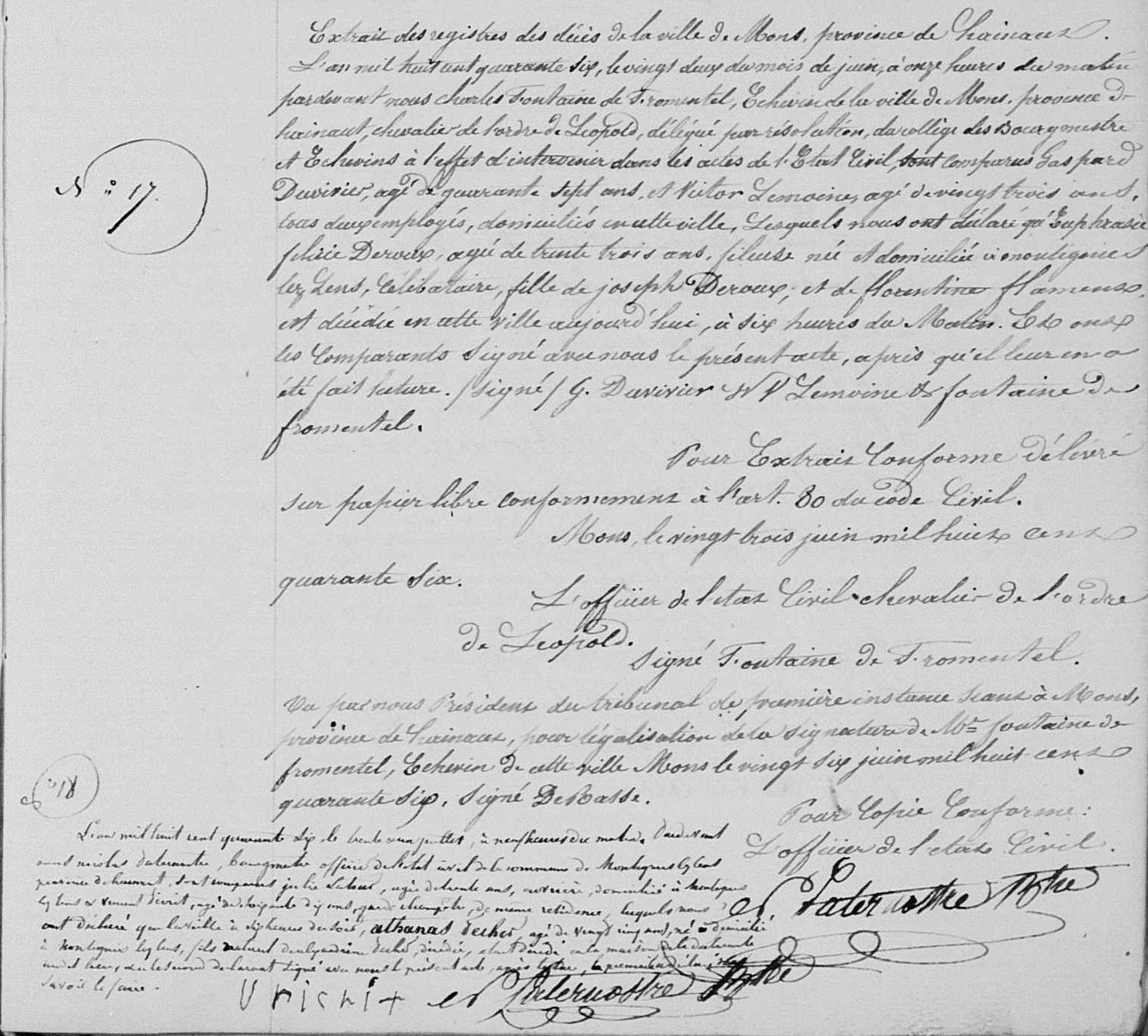
Restranscription conforme de l'acte de décès d'Euphrasie Deroux dans le registre des décès de Montignies-lez-Lens — 22 juin 1846.

- Le Dossier judiciaire est conservé aux Archives de l'État à Mons sous le no 14/1846